# 訃報 1970年11月
訃報 1970年11月（ふほう 1970ねん11がつ）では、1970年（昭和45年）11月中に物故した、又は物故が報じられた人物についてまとめる。

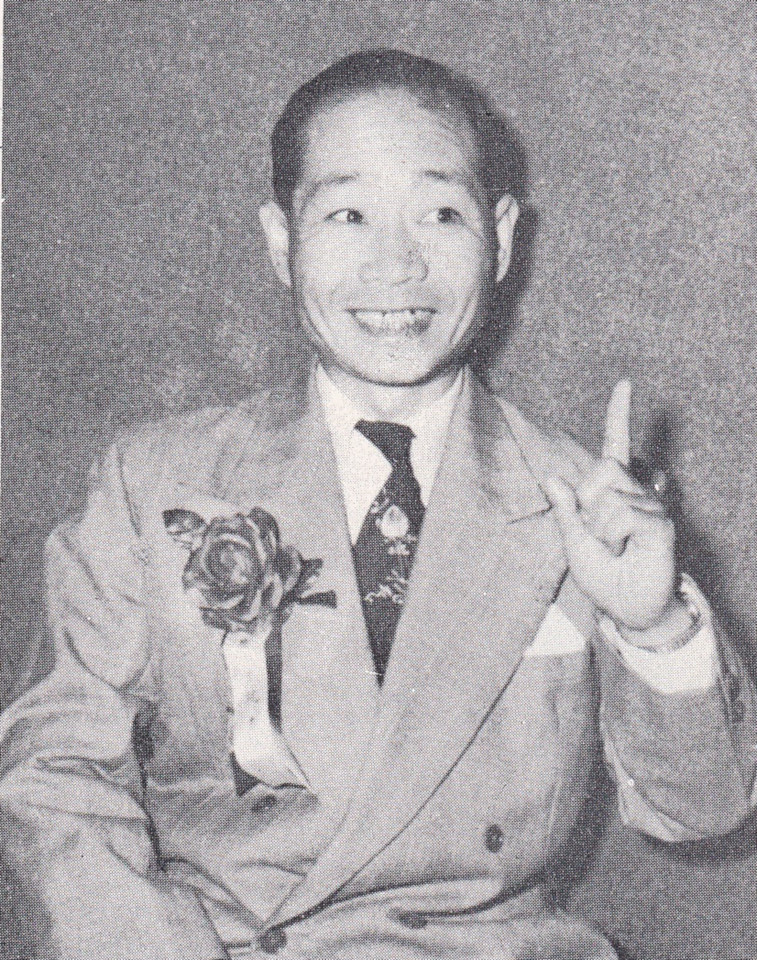
初代昔々亭桃太郎 / 11月5日没

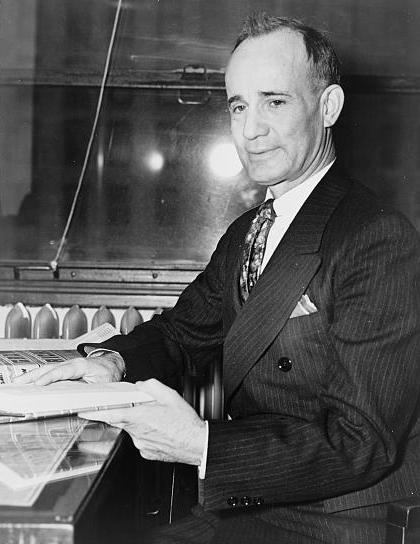
ナポレオン・ヒル / 11月8日没

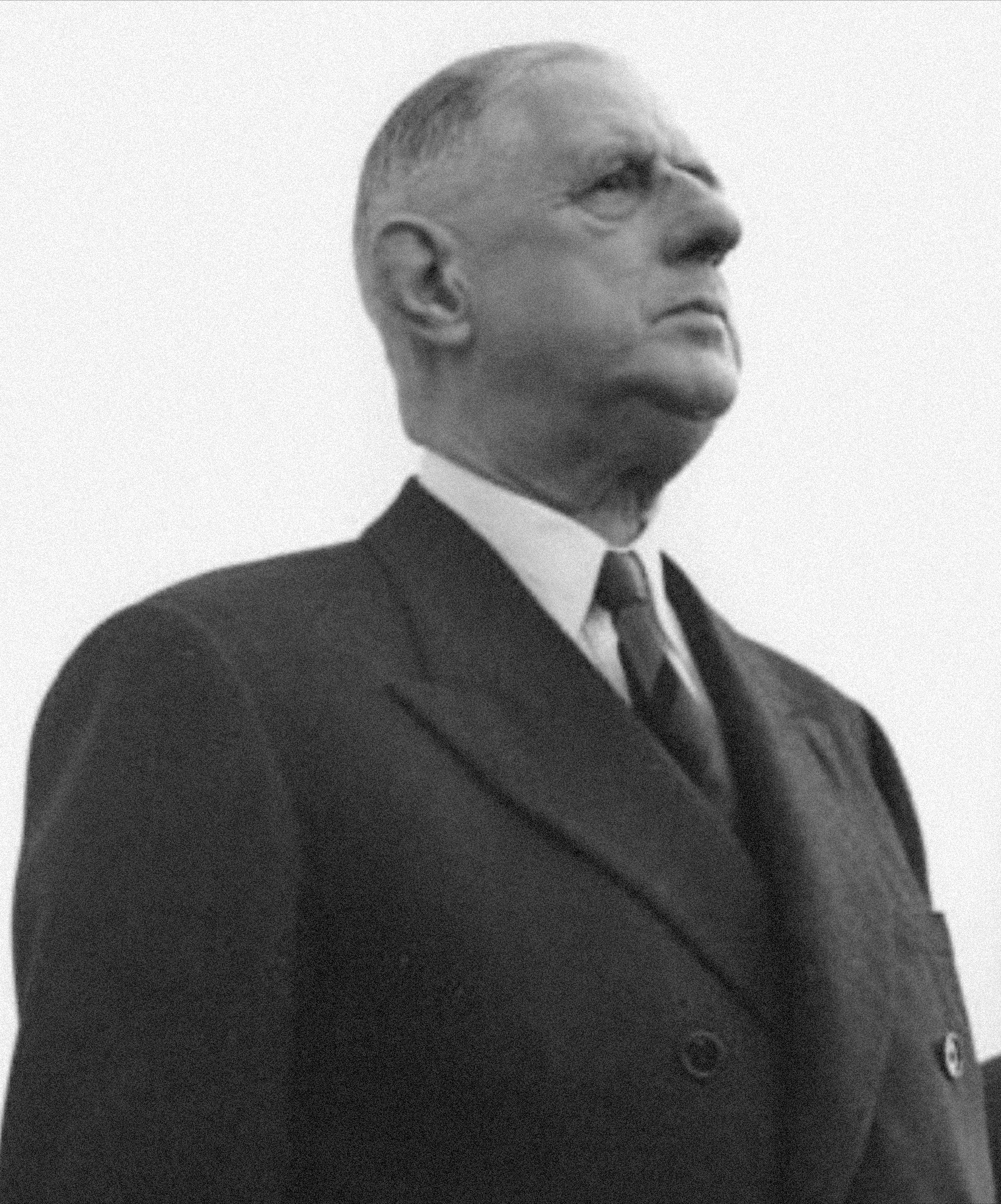
シャルル・ド・ゴール / 11月9日没

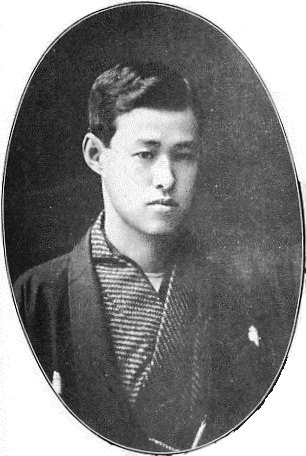
細川護立 / 11月18日没

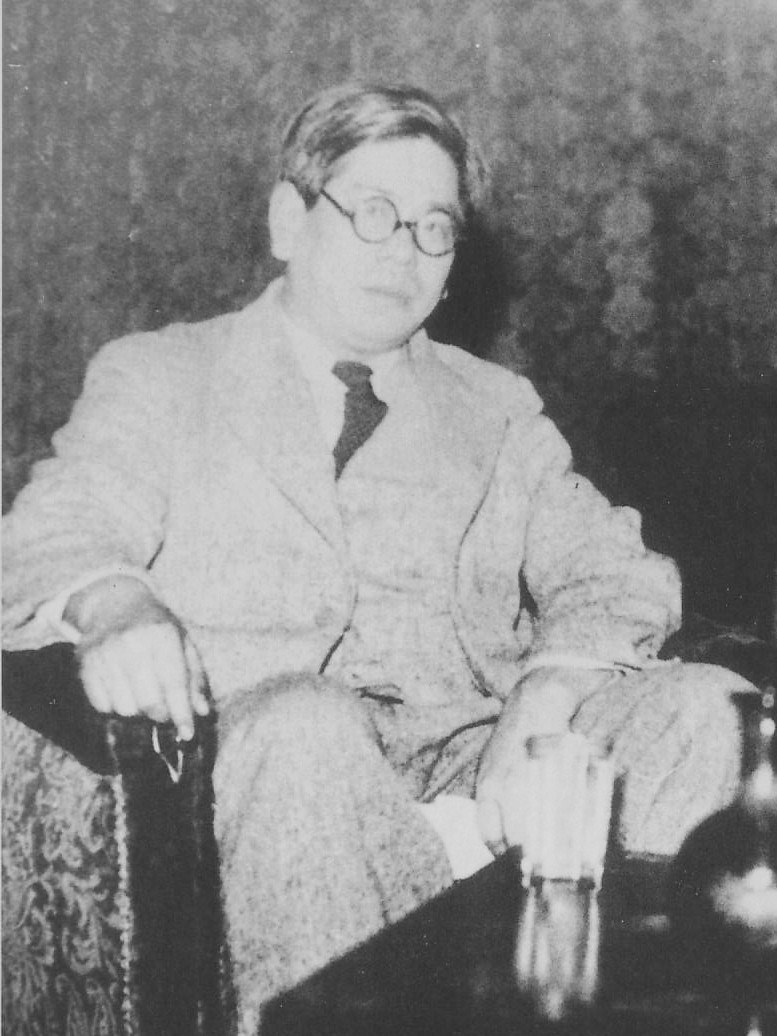
大宅壮一 / 11月22日没

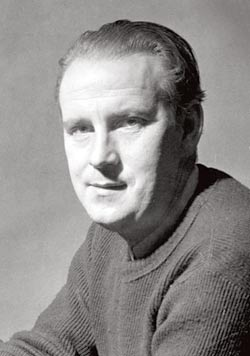
アルフ・プリョイセン / 11月23日没

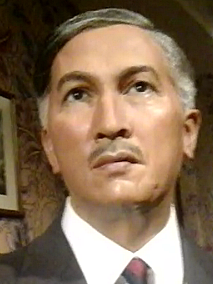
ユソフ・ビン・イサーク / 11月23日没

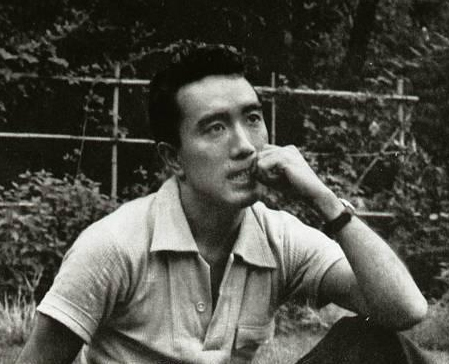
三島由紀夫 / 11月25日没

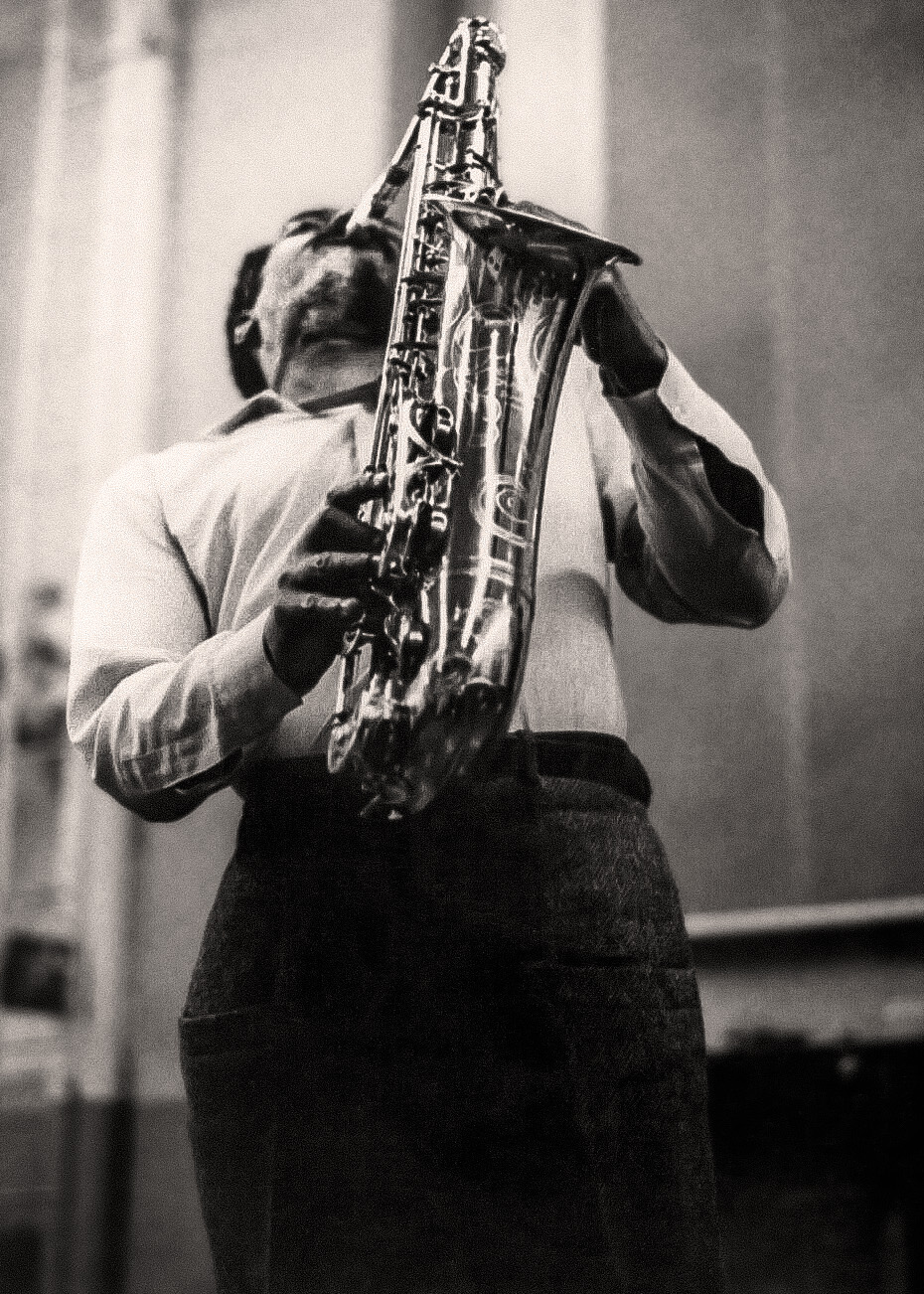
アルバート・アイラー / 11月25日没

## （1日 - 15日）
- 11月1日 - スカイラー・エンク、陸上競技選手（* 1900年）
- 11月1日 - ヘートヴィヒ・フォン・エスターライヒ＝トスカーナ、ハプスブルク＝トスカーナ家出身の大公女（* 1896年）
- 11月1日 - ゲオルク・ルートヴィヒ・ヨッフム、指揮者（* 1909年）
- 11月3日 - 森村義行、実業家（* 1896年）
- 11月4日 - フリードリッヒ・ケルナー、ドイツの公務員（* 1885年）
- 11月5日 - 小松輝久、華族・海軍軍人（* 1888年）
- 11月5日 - 昔々亭桃太郎 (初代)、落語家（* 1910年）
- 11月5日 - 西浦進、陸軍軍人（* 1901年）
- 11月5日 - 飯塚定輔、実業家・政治家（* 1897年）
- 11月5日 - 謝雪紅、政治家（* 1901年）
- 11月5日 - チャーリー・ルート、メジャーリーガー（* 1899年）
- 11月7日 - 西脇呉石、書家（* 1879年）
- 11月7日 - 日野西資忠、宮内官・政治家・華族（* 1900年）
- 11月8日 - ジョージ・オットー・ゲイ、生物学者（* 1899年）
- 11月8日 - ナポレオン・ヒル、著述家（* 1883年）
- 11月9日 - シャルル・ド・ゴール、フランス第五共和政初代大統領（* 1890年）
- 11月9日 - 瓜生清、労働運動家・政治家（* 1920年）
- 11月9日 - 川島正次郎、政治家（* 1890年）
- 11月10日 - ヘルムート・ハイエ、軍人・政治家（* 1895年）
- 11月10日 - ハインツ・ルティスハウザー、数学者・計算機科学者（* 1918年）
- 11月11日 - 仲田定之助、美術家・美術評論家（* 1888年）
- 11月13日 - ヘレナ・スパロウ、医師・微生物学者（* 1891年）
- 11月15日 - 島村民蔵、劇作家・演劇研究家（* 1888年）
- 11月15日 - 泉靖一、文化人類学者（* 1915年）
- 11月15日 - 松田恒次、実業家（* 1895年）
- 11月15日 - コンスタンディノス・ツァルダリス、政治家（* 1884年）

## （16日 - 30日）
- 11月17日 - 山岡良文、日本画家（* 1911年）
- 11月17日 -  広瀬謙三、野球公式記録員（* 1895年）
- 11月17日 - ウィリアム・J・ライリー、経済学者（* 1899年）
- 11月18日 - 細川護立、政治家（* 1883年）
- 11月19日 - アンドレイ・エリョーメンコ、ソ連の軍人（* 1892年）
- 11月19日 - マリヤ・ユーディナ、ピアニスト（* 1899年）
- 11月21日 - チャンドラセカール・ラマン、物理学者（* 1888年）
- 11月21日 - 小澤開作、歯科医師・民主主義者（* 1898年）
- 11月21日 - 陸志韋、心理学者・言語学者・詩人（* 1894年）
- 11月22日 - ジョージ・イングル・フィンチ、登山家、化学者（* 1888年）
- 11月22日 - 大宅壮一、ジャーナリスト（* 1900年）
- 11月22日 - 岩畔豪雄、陸軍軍人（* 1897年）
- 11月23日 - ユソフ・ビン・イサーク、シンガポール初代大統領（* 1910年）
- 11月23日 - アルフ・プリョイセン、児童文学作家（* 1914年）
- 11月24日 - スペンサー・アダムズ、メジャーリーグベースボールの内野手（* 1898年）
- 11月25日 - 畑勇三郎、陸軍軍人（* 1890年）
- 11月25日 - 今田恵、心理学者・哲学者・文学博士（* 1894年）
- 11月25日 - アルバート・アイラー、ジャズ・サックス奏者（* 1936年）
- 11月25日 - 三島由紀夫、作家（* 1925年）
- 11月25日 - 森田必勝、政治活動家（* 1945年）
- 11月25日 - 木村庄之助 (21代)、立行司（* 1889年）
- 11月26日 - 守田道隆、八幡市長・八幡製鐵所職員（* 1898年）
- 11月26日 - 伊東万燿、日本画家（* 1921年）
- 11月26日 - ベンジャミン・デイヴィス・シニア、軍人（* 1877年）
- 11月27日 - ヘレン・マディソン、水泳選手（* 1913年）
- 11月27日 - ジョン・バートランド・ジョンソン、物理学者・電気技術者（* 1887年）
- 11月28日 - 伊木寿一、歴史学者（* 1883年）
- 11月29日 - 石河京市、社会運動家・政治家（* 1898年）
- 11月29日 - アレグザンダー・ゴドフリー・マクドナルド
、アイルランド貴族・フリーメイソン（* 1909年）
- 11月29日 - カール・オット・ルノウルヴソン、作曲家（* 1900年）
- 11月30日 - 大場俊助、日本文学研究者（* 1906年）
- 11月30日 - 上田哲農、洋画家・登山家（* 1911年）
- 11月30日 - 松橋久左衛門、政治家（* 1905年）